# Костёл Святых Петра и Павла (Ивье)
Костёл святых Петра и Павла (бел. Касцёл Святых Пятра і Паўла) — католический храм в городе Ивье, Республика Беларусь. Храм относится к Гродненской епархии. Памятник архитектуры в стиле барокко, построен во второй половине XVIII века на месте более древнего храма XV века. Храм включён в Государственный список историко-культурных ценностей Республики Беларусь (код:412Г000286).

## История

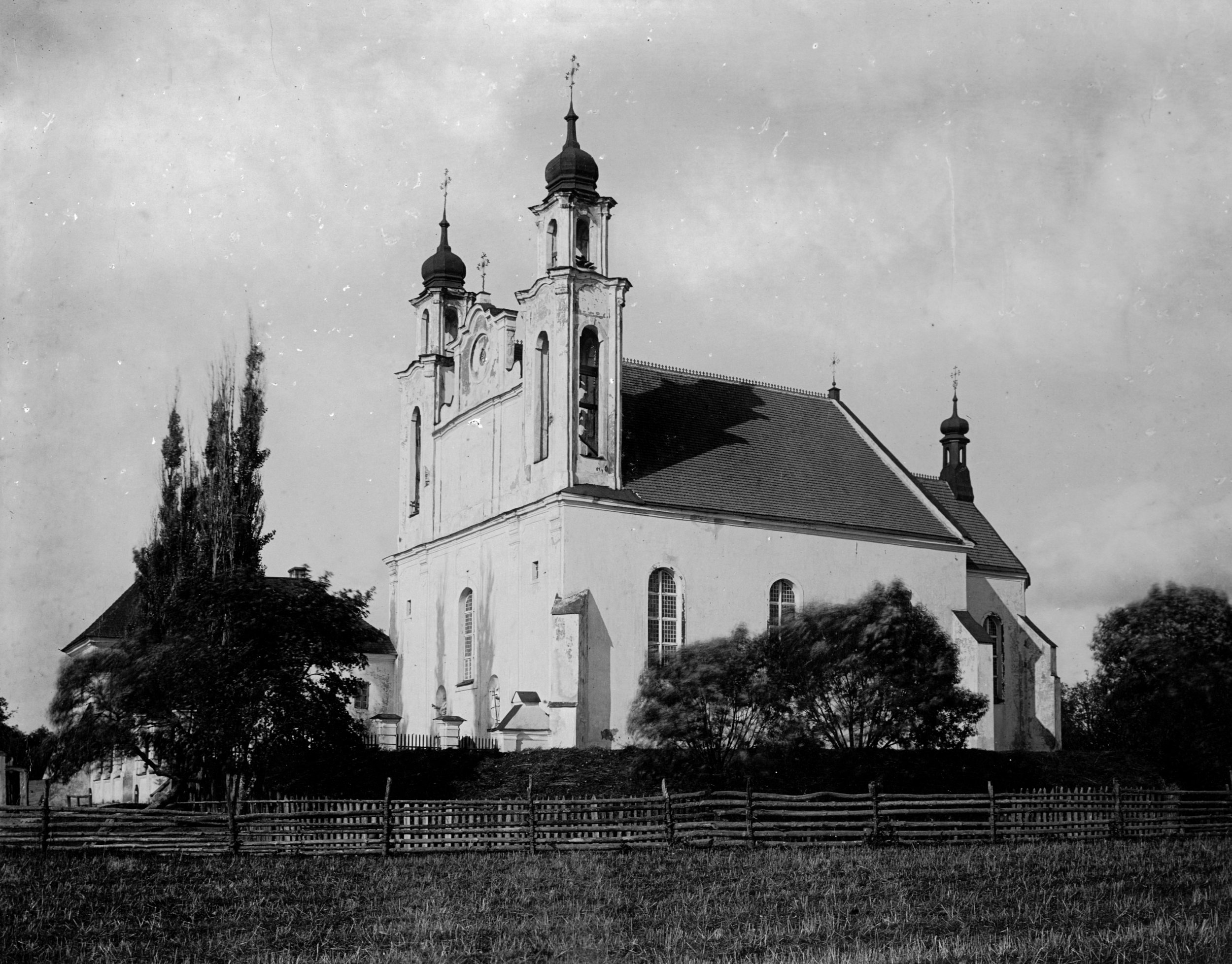
Петропавловский костёл в 1914 году

Храм стоит на месте более древней готической церкви, возведение которой датируют 1491—1495 годами. Во второй половине XVI века церковь переделана в кальвинистский собор, однако вскоре Ивье перешло во владение магната Яна Кишки, который распространял в своих владениях арианство. Ариане основали при храме типографию и школу, ректором которой в 1585—1593 годах был Ян Намысловский.
В 1612 году храм возвращён католикам. В 1633 году церковь перестроена и расширена на средства, выделенные для этой цели мстиславским воеводой Николаем Кишкой. В этот же период костёл передан бернардинцам (традиционное название в Восточной Европе ордена францисканцев-обсервантов), рядом с храмом сооружён жилой корпус монахов (частично сохранился).
Во время русско-польской войны 1654—1667 годов церковь сожжена дотла. В конце XVIII века началось возведение на том же месте нового костёла в стиле барокко. Освящён в 1787 году. В 1858 году монастырь бернардинцев закрыт, церковь стала исполнять роль приходской.

## Архитектура и интерьер
Храм представляет собой однонефную двухбашенную постройку зального типа. Неф венчают цилиндрические своды, в алтарной части неф заканчивается пятигранной апсидой. Главный фасад храма разделён карнизом на два яруса, нижний украшен тонкими пилястрами, а верхний состоит из двух фигурных башен с гранёными куполами и центральным аттиком между ними. По углам основной постройки и апсиды располагаются ступенчатые контрфорсы.
Рядом с церковью находится жилой корпус бывшего францисканского монастыря. Сохранились западное и, частично, восточное крылья жилого корпуса. Рядом с церковью установлена статуя Христа.

## Орган
В костёле размещён романтический орган, который построил в 1899 году немецкий мастер Фридрих Вайссенборн (ок. 1840—1902). Всего в Беларуси сохранилось 3 органа Вайссенборна. Ивьевский орган характеризуется мягкими романтическими регистрами.